# Laurent River
Der Laurent River ist ein Fluss im Westen von Dominica in den Parishes Saint Paul und Saint Joseph.

## Geographie
Der Laurent River entspringt am Nordhang des Morne Trois Pitons bei Crête Palmiste, zusammen mit seinen Quellbächen River Deux Branches und Warner River und verläuft nach Norden. Nach Osten grenzt er dabei an das Einzugsgebiet des Castle Bruce River. Bei Williams wendet er sich nach Westen, nimmt am Fuß des Fond Mang die beiden vereinigten Quellbäche auf und wendet sich wieder nach Norden. Nach kurvenreichem Verlauf, wo er Zufluss von Morne Negres Marons (Morne Laurent) erhält, mündet er bei Bells in den Layou River, kurz nachdem er noch den kurzen River Dleau Manioc aufgenommen hat.